# Jón Pétursson
Jón Pétursson, född 16 januari 1812 i Víðivöllum í Skagafjörður, död 16 januari 1896, var en isländsk genealog. 
Jón Pétursson var överrättsdomare och utgav bland annat den isländska kyrkorätten (1803; andra upplagan 1890) och tidskriften "Tímarit" (1869–1871 och 1873).